# Acolasis thetis
Acolasis thetis är en fjärilsart som beskrevs av Heinrich Benno Möschler 1880. Acolasis thetis ingår i släktet Acolasis och familjen nattflyn. Inga underarter finns listade i Catalogue of Life.